# 諸神的盛宴
《諸神的盛宴》（法語：Le Festin des Dieux）是荷蘭畫家扬·范·拜勒特（荷兰语：Jan van Bijlert）1635年至1640年間創作的一幅畫作。現藏於法國第戎的马楠美术馆（法语：Musée Magnin）。
這幅畫是西方藝術中描繪希腊神话诸神的眾多作品之一，本畫描繪的是忒提斯與佩琉斯婚禮上的盛宴，前景中有酒神狄俄倪索斯和一位正在跳舞的薩堤爾。畫作的左側部分已經遺失。

## 歷史
這幅畫自1938年起成為法國國家財產，此前由收藏家莫里斯·瑪格南（Maurice Magnin, 西元1861-1939年）遺贈給國家。

## 描述
這幅畫描繪了在奧林匹斯山上舉行的宴會，以慶祝水仙忒提斯與費提亞王佩琉斯的婚禮，許多希臘-羅馬神話中的神祇參加了這個宴會。畫面中央，阿波羅戴著花環，手持里拉琴。左側可以辨認出女神雅典娜、狄安娜、瑪爾斯、維納斯以及愛之女神，春天女神芙蘿拉在後面。右邊則有赫拉克勒斯和海神尼普頓，以及透過金蘋果辨認出來的厄里斯，她因未被邀請而帶來著復仇。前景中是跳舞的薩堤爾和正在吃葡萄的酒神狄俄倪索斯。
畫作的左側部分已被切除，這解釋了某些神祇的缺席。例如，茱諾的孔雀出現了，但女神本人卻不見了。

## 外部連結
- 官方网站